# Jim Korderas
Jimmy "Jim" Korderas (Toronto, 19 maart 1962) is een Canadees professioneel worstelscheidsrechter die vooral bekend is van zijn tijd bij World Wrestling Entertainment, van 1987 tot 2009.
Korderas verliet de WWE omdat hij meer tijd wou spenderen met zijn familie.
Op 1 april 2013 publiceerde hij een boek, "The Three Count - my life in stripes as a WWE referee", over zijn leven en carrière en het voorwoord werd geschreven door Adam Copeland (Edge).